# 모란 민속장
모란 민속장(牡丹 民俗場)은 성남시에 위치한 재래시장이다. 서울 지하철 8호선 모란역에 인접해 있으며 2021년 현재 전국에서 가장 활성활돼 있는 정기시장이다.

## 역사
1962년 쯤 성남 구시가지와 함께 형성됐고 1968년에는 광주대단지 조성과 함께 그 규모가 확대됐다. 이후 1973년에는 지속적인 인구 유입으로 성남 지역 일대가 시로 승격됨에 따라 새 전기 맞이하였고, 1970년대 후반부터는 지역에서 생산되는 농산물들도 함께 취급하여, 수도권 지역의 대표적인 정기시장으로 자리잡았다.
2014년부터 성남시는 유통 문화 활성화 목적으로 모란 민속장 이전을 추진하였고, 2018년 2월 24일 성남시 중원구 성남동 4942번 일대 공영 주차장 부지로 이전했다.

## 특징
수도권의 대부분의 재래시장은 특정한 지역에 여러 점포들이 모여 상설로 시장을 여는 방식이지만, 모란시장은 평소에는 공영주차장이다. 총 13개의 구획으로 나뉘어 있으며, 각 점포에서 다양한 물건들을 판매하고 있다. 매월 4일, 9일, 14일, 19일, 24일, 29일에 상인들이 모여 시장을 여는 대표적인 5일장이기도 하다.

## 논란
- 모란민속장은 살아있는 동물, 특히 개, 흑염소, 닭, 오리 등을 많이 유통하는데, 이로 인해 위생상의 우려가 존재한다. 실제 2008년 초 수도권에서 발생한 조류 인플루엔자에 걸린 가금류들이 모란민속장에서 구입한 것으로 추정되면서 유통이 중지되기도 했다.[2]

## 사건

### 재개발 전시관 화재 사고
모란시장 재개발 전시관 화재 사고 혹은 메트로칸 화재 사고는 2013년 6월 1일 오후 5시를 전후로 하여 재개발 전시관에 화재가 발생, 부근의 오피스텔인 메트로칸까지 확산되어, 메트로칸 오피스텔 일부가 소실되었다. 화재 사건 당시 소방관과 주민 등 2~3명이 부상을 당했다. 또한 화재가 발생한 전시관은 샌드위치패널 구조로 되어 있어 이 일대의 도로 통행에 지장을 받았다.

### 2014년 고병원성 조류 인플루엔자 발생
2014년 12월 28일 이 시장에서 팔던 토종닭에서 고병원성 조류 인플루엔자가 발병하였다. 이로 인해 팔던 가금류 등이 매몰 처분되고 2014년 12월 29일로 예정된 5일장은 휴장하기로 결정하였다. 이로 인해 2015년 1월 18일까지 가금류 판매가 전면 중단되었다.

## 관련 기사
1. ↑  “성남 '모란시장' 이전, 4년만에 결실... 24일 새장터 개장”. 《이코노믹리뷰》. 2018년 2월 18일.
2. ↑  '전국 AI 공포, 재래시장 통해 급속 확산된 듯' 서울신문의 2008년 5월 12일기사